# Jane Currie Blaikie Hoge
Jane Currie Blaikie "A. K." Hoge (Filadelfia, 31 de julio de 1811 - Chicago, 26 de agosto de 1890) fue una asistente social, recaudadora de fondos y enfermera durante la guerra civil estadounidense. Fue fundadora de un refugio para personas sin hogar en Chicago antes de la guerra. Después de la guerra, recaudó fondos, ayudó a organizar y sirvió en el consejo de administración del Evanston College for Ladies. Sirvió como directora de la Junta Presbiteriana de Misiones Extranjeras de la Mujer en el Noroeste durante trece años.

## Primeros años
Hoge nació en Filadelfia, Pensilvania el 31 de julio de 1811. Fue educada en el Young Ladies College en Filadelfia. Se casó con Abraham Holmes Hoge el 2 de junio de 1831. Tuvieron trece hijos, de los que ocho llegaron a adultos. Se mudó de Pittsburgh a Chicago en 1848.

## Carrera de trabajo social
Hoge fue fundadora del Chicago Home for the Friendless en 1858. Fue activa en el reclutamiento de enfermeras para el Ejército de la Unión durante la Guerra Civil y contó sus experiencias en su libro de memorias de 1867 The Boys in Blue. Hoge co-administró la Comisión Sanitaria de Chicago (1862-65) con Mary Livermore. La organización de voluntarios recaudó fondos y recolectó y distribuyó suministros médicos y alimentos a los soldados del Ejército de la Unión.
En 1871, organizó la recaudación de fondos para el Evanston Illinois College for Ladies, que se inauguró en ese año. Sirvió en la junta de la universidad hasta que se fusionó con la Universidad Northwestern en 1874. Fue jefa de la Junta Presbiteriana de Misiones Extranjeras de la Mujer en el Noroeste desde 1872 hasta 1885.

## Muerte y legado
Jane Currie Blaikie Hoge murió en Chicago, Illinois el 26 de agosto de 1890, a los 79 años.